# Āditya
Pour des articles plus généraux, voir Védisme et Deva (divinité).
Āditya (sanskrit IAST ; devanagari: आदित्य) est le nom des fils de la déesse Aditi qui désigne le soleil personnifié en douze aspects radieux ou positions célestes. Les Adityas sont, dans le védisme et l'hindouisme, les fils d'Aditi et ont comme père le rishi Kashyapa.

## Étymologie
Aditi-ya: « qui provient d'Aditi ». 
sanscrit ADI : « Le premier, le primordial ».
ADI BHUTA :« Le premier Etre ; aussi l'élément primordial ».
Adibhûta « est un titre de Vishnu, le "premier Elément" contenant tous les éléments, "la divinité insondable" ».
ADI-BUDDHA : « Le premier et suprême Buddha ».
ADI-BUDHI : « Intelligence primordiale ou Sagesse ».

Les travaux de Paul Thieme et de Heinrich Lüders (de) ont établi que la désignation des principaux Āditya reposait sur des substantifs abstraits. Ainsi Bhaga est « répartition », Amsha « Part », le Mitra indo-iranien serait le « Contrat » personnifié et Varuna, le « Serment ».

## Nombre d'Adityas
Dans le Rig Veda (II, 27, 1), les Adityas sont au nombre de sept : Varuna, Mitra, Aryaman, Bhaga, Daksha, Amsha (en) et Surya ou Savitri. Ils sont ensuite huit dans la plupart des Brâhmana avec Mārtanda (en) en plus; ils peuvent être aussi douze, dans la littérature hindoue, souvent classés en quatre groupes:
| Mitra ~ Bhaga ~ Aryaman      |
| Tvashtri ~ Pushan ~ Vivasvat |
| Savitri ~ Shakra ~ Vishnu    |
| Varuna ~ Daksha ~ Amsha      |

## Dans les Upanishads
Dans la Chāndogya Upaniṣad (III, 16, 4), les Adityas sont nommés les principes souverains ou divinités du ciel.